# Exim
Exim é um agente de transferência de e-mail (um programa para o roteamento e a entrega de correio eletrônico) desenvolvido na Universidade de Cambridge para ser usado nos sistemas UNIX conectados a Internet.
Está disponível livremente sob os termos da Licença Pública Geral (GNU GPL).
É similar ao Smail 3, embora possua mais funcionalidades. Há uma flexibilidade enorme na maneira que o correio pode ser distribuído, e há umas facilidade extensivas para verificar o correio recebido.
O exim pode ser instalado no lugar do sendmail, embora sua configuração seja completamente diferente àquela conhecida no sendmail.
Distribuições como o Debian GNU/Linux trazem o exim como servidor SMTP por padrão.

## Predefinição:Vantagens
Uma completa gama de funcionalidades é permitida por este software, deixando o em conformidade com o site Anti-SpamBR.
- Suporte a Ipv6
- Suporte a MIME
- Controle de Spam
- SPF
  - SRS
  - DKIM ou DomainKeys
  - GrayList
  - Verificação a listas RBL
  - Verificações de ACL HELO
  - Verificação de cabeçalho
  - Verificação no corpo da mensagem
  - Verificação de Sender/Recipient
  - Lista de Bloqueios
  - Verificação online de emails (Callout)
  - Verificação de MX
- Controle de VIRUS
  - Bloqueio de tipos de arquivos (incluindo arquivos dentro de arquivos compactados)
  - Filtros de conteúdo da mensagem
  - Filtro de Imagens Spyware
  - Filtro de Link para executaveis
  - Suporte a expressão-regular
- Outras tecnologias
  - Manipulação de Headers
  - Envio de emails com autenticação SMTP
  - Certificados SSL, Canal seguro utilizando TLS
  - Roteamento de email manual
  - Assinatura de endereço BATV
  - Quota de disco dos usuários
- Suporte a banco de dados
  - MySQL
  - PostgreSQL
  - LDAP
- Integração com outros softwares
  - Courier-Imap
  - Spamassassin